# Slag om Polog
De Slag om Polog vond plaats op 22 april 1453 tussen de Liga van Lezhë en het Ottomaanse Rijk. De Ottomaanse commandant Ibrahim Pasha werd tijdens de veldslag door de Albanezen gedood.
Na de Albanese nederlaag in Svetigrad maakte Skanderbeg plannen om de stad te heroveren. Zijn strategie was een invasie op Ottomaanse troepen in Macedonië. Terwijl hij die uitvoerde werd hij tegengehouden in de velden van Polog bij Tetovo door een leger die van plan was Albanië binnen te vallen onder leiding van Ibrahim Pasha. 
Op 22 april opende Skanderbeg de aanval op de Ottomaanse troepen. Skanderbeg confronteerde Ibrahim Pasha en daagde hem uit voor een persoonlijk duel waarna Skanderbeg als winnaar uit de strijd kwam door  Ibrahim Pasha te onthoofden. Zijn hoofd werd op een snoek geplaatst waarna de Turkse troepen snel vluchtten. In totaal vielen er tijdens deze veldslag minimaal 3000 doden (kan oplopen tot 10.000) aan Ottomaanse zijde en 300 aan Albanese zijde.
Slagen van Arianit (voor Skanderbeg) · Slag van Torvioll · Eerste Slag van Mokra · Slag van Otonetë · Albanees-Venetiaanse Oorlog · Eerste Slag van Oranik · Beleg van Svetigrad · Eerste Beleg van Krujë · Slag van Modrica · Eerste Slag van Meçad · Eerste Slag van Pollog · Beleg van Berat · Tweede Slag van Oranik · Slag van Ujëbardha · Italiaanse expeditie · Eerste Slag van Mokra · Macedonië-veldtocht (Tweede Slag van Mokra, Tweede Slag van Pollog, Slag van Livad) · Slag van Ohrid · Eerste Slag van Vajkal · Derde Slag van Oranik · Ballaban's veldtocht (Tweede Slag van Vajkal, Slag van Kashari) · Slag van Kumaniv · Tweede Beleg van Krujë · Derde Beleg van Krujë · Vierde Beleg van Krujë (na de dood van Skanderbeg)